# ويليام جيروم ماكورماك
ويليام جيروم ماكورماك (بالإنجليزية: William Jerome McCormack)‏ هو كاهن كاثوليكي أمريكي، ولد في 24 يناير 1924 في نيويورك في الولايات المتحدة، وتوفي بنفس المكان في 23 نوفمبر 2013.